# Ralph Metzner
Ralph Metzner (Berlino, 18 maggio 1936 – 14 marzo 2019) è stato uno psicologo e scrittore statunitense.

## Biografia
Nato in Germania, successivamente si trasferisce negli USA, dove ad inizio anni '60 partecipa alle prime fondamentali ricerche sulle sostanze psichedeliche alla Harvard University con i colleghi Timothy Leary e Richard Alpert (quest'ultimo noto anche come Baba Ram Dass). Dai loro studi su LSD e psilocibina vennero sviluppati concetti ancora oggi fondamentali in psichedelia come la cura per "set" e "setting" o l'utilità di frame di tipo spirituale — anche affidandosi ad antichi testi filosofici come il Libro tibetano dei morti – per facilitare la gestione e l'integrazione dell'esperienza. Furono anche tra i primi a testare in condizioni controllate la DMT, molecola psichedelica alla base del decotto amazzonico ayahuasca, ai tempi del tutto sconosciuta in Occidente.
È stato psicoterapista e professore emerito al California Institute of Integral Studies di San Francisco, e in queste vesti ha approfondito le sue ricerche sulla psichedelia, sullo yoga, sulla meditazione.
È stato cofondatore della Green Earth Foundation, organizzazione educazionale non-profit. Ha condotto regolarmente numerosi incontri e workshops internazionali.